# Neu-Eichenberg
Neu-Eichenberg ist eine Gemeinde im nordhessischen Werra-Meißner-Kreis. Sie entstand am 1. Februar 1971 aus dem Zusammenschluss der Gemeinden Eichenberg (Dorf), Eichenberg (Bahnhof), Hebenshausen, Berge, Marzhausen und Hermannrode.

## Geografie

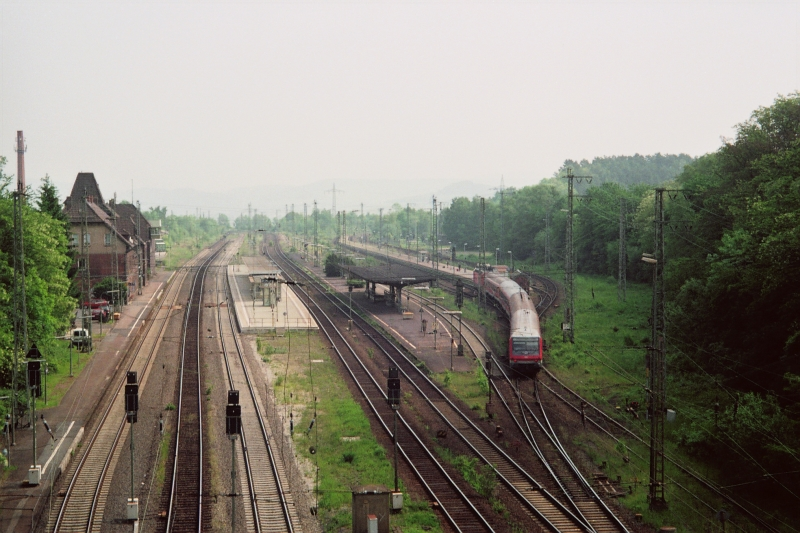
Bahnhof Eichenberg

### Geografische Lage

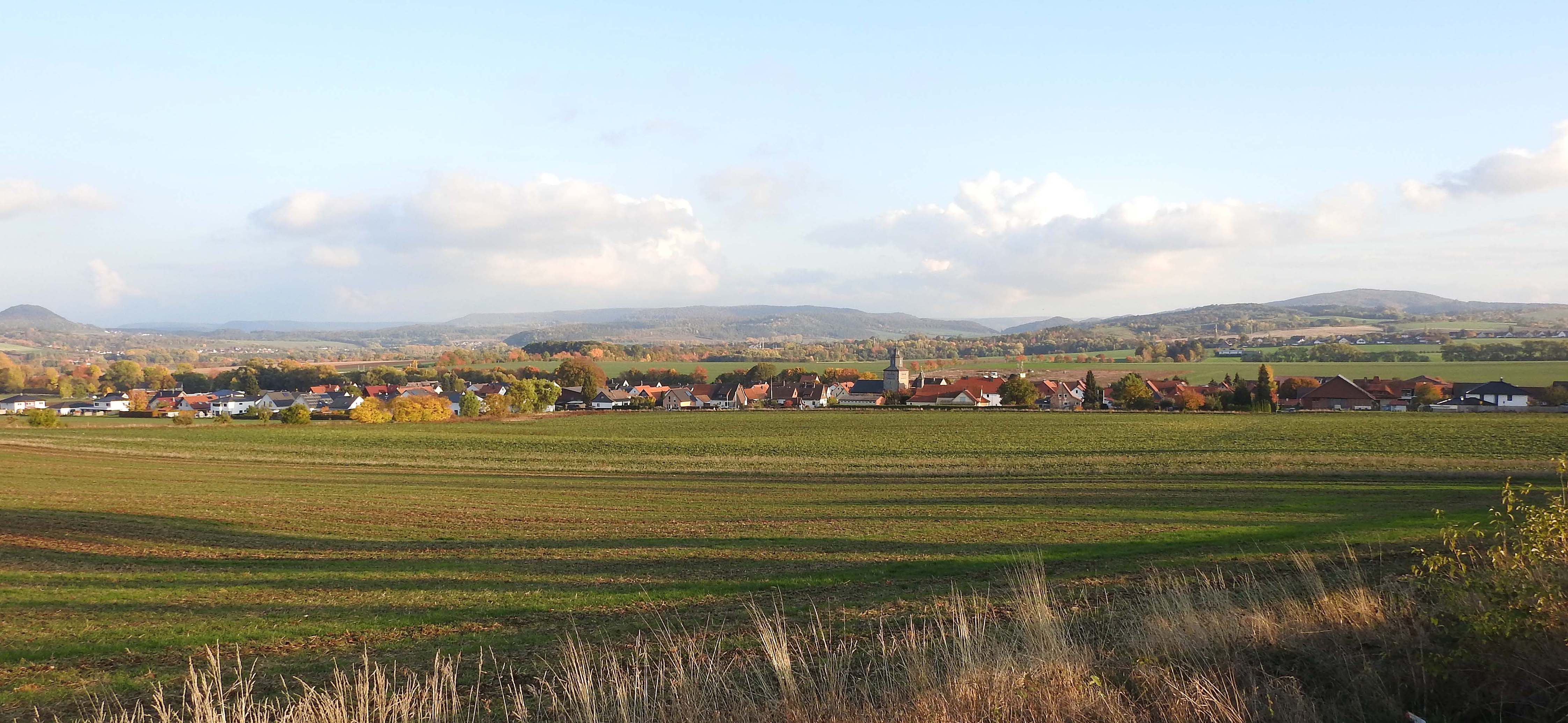
Neu-Eichenberg – Hebenshausen von Norden

Neu-Eichenberg liegt im Dreiländer-Eck Hessen, Thüringen, Niedersachsen zwischen Kassel (45 km) und Göttingen (20 km).

### Nachbargemeinden
Neu-Eichenberg grenzt im Norden an die Gemeinde Friedland (im niedersächsischen Landkreis Göttingen), im Osten an die Gemeinden Hohengandern und Bornhagen (beide im thüringischen Landkreis Eichsfeld) sowie im Süden und Westen an die Stadt Witzenhausen (Werra-Meißner-Kreis).

### Gemeindegliederung
Die Gemeinde besteht aus den sieben Orten Berge, Neuenrode, Eichenberg-Bahnhof, Eichenberg-Dorf, Hebenshausen (Sitz der Gemeindeverwaltung), Hermannrode und Marzhausen und gliedert sich in die fünf Ortsteile Berge (Berge und Neuenrode), Eichenberg (Bahnhof und Dorf), Hebenshausen, Hermannrode und Marzhausen.

## Geschichte

### Gemeindebildung
Die Gemeinde Neu-Eichenberg entstand im Zuge der Gebietsreform in Hessen am 1. Februar 1971 durch den freiwilligen Zusammenschluss der bis dahin selbständigen Gemeinden Berge, Eichenberg, Hebenshausen, Hermannrode und Marzhausen. Ortsbezirke nach der Hessischen Gemeindeordnung wurden nicht errichtet. Sitz der Gemeindeverwaltung wurde der Ortsteil Hebenshausen.

### Bevölkerung

#### Einwohnerstruktur 2011
Nach den Erhebungen des Zensus 2011 lebten am Stichtag dem 9. Mai 2011 in Neu-Eichenberg 1819 Einwohner. Darunter waren 45 (2,5 %) Ausländer, von denen 45 aus dem EU-Ausland, 16 aus anderen europäischen Ländern und 29 aus anderen Staaten kamen. (Bis zum Jahr 2020 erhöhte sich die Ausländerquote auf 3,4 %.) Nach dem Lebensalter waren 252 Einwohner unter 18 Jahren, 561 zwischen 18 und 49, 429 zwischen 50 und 64 und 480 Einwohner waren älter. Die Einwohner lebten in 803 Haushalten. Davon waren 241 Singlehaushalte, 234 Paare ohne Kinder und 252 Paare mit Kindern, sowie 58 Alleinerziehende und 18 Wohngemeinschaften. In 189 Haushalten lebten ausschließlich Senioren und in 489 Haushaltungen lebten keine Senioren.

#### Einwohnerentwicklung
| Neu-Eichenberg: Einwohnerzahlen von 1973 bis 2020                   | Neu-Eichenberg: Einwohnerzahlen von 1973 bis 2020 | Neu-Eichenberg: Einwohnerzahlen von 1973 bis 2020 | Neu-Eichenberg: Einwohnerzahlen von 1973 bis 2020 | Neu-Eichenberg: Einwohnerzahlen von 1973 bis 2020 |
| ------------------------------------------------------------------- | ------------------------------------------------- | ------------------------------------------------- | ------------------------------------------------- | ------------------------------------------------- |
| Jahr                                                                |                                                   |                                                   |                                                   | Einwohner                                         |
| 1973                                                                | 1973                                              |                                                   | 1.878                                             | 1.878                                             |
| 1975                                                                | 1975                                              |                                                   | 1.884                                             | 1.884                                             |
| 1980                                                                | 1980                                              |                                                   | 1.922                                             | 1.922                                             |
| 1985                                                                | 1985                                              |                                                   | 1.912                                             | 1.912                                             |
| 1990                                                                | 1990                                              |                                                   | 1.975                                             | 1.975                                             |
| 1995                                                                | 1995                                              |                                                   | 1.976                                             | 1.976                                             |
| 2000                                                                | 2000                                              |                                                   | 1.999                                             | 1.999                                             |
| 2005                                                                | 2005                                              |                                                   | 1.913                                             | 1.913                                             |
| 2010                                                                | 2010                                              |                                                   | 1.815                                             | 1.815                                             |
| 2011                                                                | 2011                                              |                                                   | 1.819                                             | 1.819                                             |
| 2015                                                                | 2015                                              |                                                   | 1.848                                             | 1.848                                             |
| 2020                                                                | 2020                                              |                                                   | 1.832                                             | 1.832                                             |
| Quellen: ; Hessisches Statistisches Informationssystem; Zensus 2011 |                                                   |                                                   |                                                   |                                                   |

#### Religionszugehörigkeit
| • 1987: | 1346 evangelische (= 69,1 %), 426 katholische (= 21,9 %), 98 sonstige (= 5,0 %) Einwohner   |
| • 2011: | 1011 evangelische (= 55,6 %), 352 katholische (= 19,4 %), 456 sonstige (= 25,0 %) Einwohner |

## Politik

### Gemeindevertretung
Die Kommunalwahl am 14. März 2021 lieferte folgendes Ergebnis, in Vergleich gesetzt zu früheren Kommunalwahlen:
| Gemeindevertretung – Kommunalwahlen 2021 | Gemeindevertretung – Kommunalwahlen 2021                                            |
| --- | ----------------------------------------------------------------------------------- |
| Stimmenanteil in %Wahlbeteiligung 69,2 % 50403020100 36,0 (n. k.)30,0 (−16,5)16,4 (−3,9)13,0 (−20,2)4,5 (n. k.) MfNEBaSPDGrüneCDULinke20162021Anmerkungen:a Miteinander für Neu-Eichenberg | SitzverteilungInsgesamt 15 Sitze - Linke: 1 - SPD: 5 - Grüne: 2 - MfNEB: 5 - CDU: 2 |

| Parteien und Wählergemeinschaften | Parteien und Wählergemeinschaften           | 2021  | 2021  | 2016  | 2016  | 2011  | 2011  | 2006  | 2006  | 2001  | 2001  |
| Parteien und Wählergemeinschaften | Parteien und Wählergemeinschaften           | %     | Sitze | %     | Sitze | %     | Sitze | %     | Sitze | %     | Sitze |
| --------------------------------- | ------------------------------------------- | ----- | ----- | ----- | ----- | ----- | ----- | ----- | ----- | ----- | ----- |
| MfNEB                             | Miteinander für Neu-Eichenberg              | 36,0  | 5     | —     | —     | —     | —     | —     | —     | —     | —     |
| SPD                               | Sozialdemokratische Partei Deutschlands     | 30,0  | 5     | 46,5  | 7     | 50,0  | 8     | 53,9  | 8     | 58,9  | 9     |
| Grüne                             | Bündnis 90/Die Grünen                       | 16,4  | 2     | 20,3  | 3     | 21,7  | 3     | 15,4  | 2     | 9,4   | 1     |
| CDU                               | Christlich Demokratische Union Deutschlands | 13,0  | 2     | 33,2  | 5     | 28.3  | 4     | 30,7  | 5     | 31,7  | 5     |
| Linke                             | Die Linke                                   | 4,5   | 1     | —     | —     | —     | —     | —     | —     | —     | —     |
| Gesamt                            | Gesamt                                      | 100,0 | 15    | 100,0 | 15    | 100,0 | 15    | 100,0 | 15    | 100,0 | 15    |
| Wahlbeteiligung in %              | Wahlbeteiligung in %                        | 69,2  | 69,2  | 60,7  | 60,7  | 67,4  | 67,4  | 66,7  | 66,7  | 71,5  | 71,5  |

### Bürgermeister
Nach der hessischen Kommunalverfassung wird der Bürgermeister für eine sechsjährige Amtszeit gewählt, seit dem Jahr 1993 in einer Direktwahl, und ist Vorsitzender des Gemeindevorstands, dem in der Gemeinde Neu-Eichenberg neben dem Bürgermeister ehrenamtlich ein Erster Beigeordneter und fünf weitere Beigeordnete angehören. Bürgermeister ist seit dem 1. Oktober 2022 Marcus Stolle (SPD). Sein Amtsvorgänger Jens Wilhelm (SPD) beendete die erste Amtszeit am 30. September 2022 aus persönlichen Gründen vorzeitig und die Wahl eines neuen Bürgermeisters musste vorgezogen werden. Marcus Stolle erhielt am 12. Juni 2022 im ersten Wahlgang bei 66,91 Prozent Wahlbeteiligung 61,88 Prozent der Stimmen.
Amtszeiten der Bürgermeister
- 2022–2028 Marcus Stolle (SPD)[16]
- 2018–2022 Jens Wilhelm (SPD)[17]
- 2012–2018 Ilona Rohde-Erfurth (SPD)[20]
- 1995–2012 Wolfgang Fischer (SPD) (mit 65 Jahren am 30. Juni 2012 in Ruhestand getreten)[21]
- 1971–1995 Gerhard Hannich (SPD) (1934–2012)[22]

## Kultur und Sehenswürdigkeiten

### Bauwerke
- Schloss Arnstein

### Regelmäßige Veranstaltungen
- Heimatfest (alle 5 Jahre) anlässlich der Gründung der Großgemeinde[23]

## Wirtschaft und Infrastruktur

### Verkehr
Der Bahnhof Eichenberg ist Knotenpunkt der Bahnstrecken Bebra–Göttingen (Nord-Süd-Strecke) und  Halle–Hann. Münden; es bestehen Verbindungen Richtung Kassel-Wilhelmshöhe, Göttingen, Halle (Saale), Erfurt und Fulda. Diese werden mit Zügen von DB Regio, cantus sowie der Abellio Rail Mitteldeutschland gefahren.

### Logistikgebiet
Die Gemeinde Neu-Eichenberg versuchte von 2003 bis 2021, in der Nähe der Ortslage Hebenshausen ein Logistikgebiet zu etablieren. Das Bauvorhaben wurde innerhalb der Gemeinde von Anfang an kritisch gesehen, da u. a. erhebliche Lärmbelästigungen befürchtet werden. Deshalb wurde 2004 ein Bürgerentscheid durchgeführt, ob die Planung vorangetrieben werden solle. Dieser ging zu Gunsten des Logistikgebietes aus.
2017 beschloss die Gemeindevertretung mit den Stimmen von SPD und CDU, die Flächen hierfür in Eigenregie zu kaufen und zu erschließen, was einen Kostenaufwand für die Gemeinde von mehreren Millionen Euro bedeutet hätte. Dies löste ein erneutes bürgerschaftliches Engagement gegen die Planung aus.
Im Juni 2018 wurde bekannt, dass das Logistikgebiet an die Dietz AG verkauft wurde. Am 4. Mai 2019 besetzten Klimaaktivisten die Ackerflächen und errichteten dort ein Camp. Im Januar 2020 ebeschloss die Gemeindevertretung, weitere planerische Schritte und die Vermarktung für mindestens sechs Monate auszusetzen, um sich verstärkt mit Alternativen zum Logistikgebiet zu beschäftigen. Im Februar 2020 wurde öffentlich, dass die Dietz AG nicht länger zur Umsetzung des Logistikgebiets bereitsteht. Dass die Dietz AG möglicherweise aus den Planungen aussteigen wird, wurde bereits Ende 2019 öffentlich.
Im Oktober 2020 beschlossen die Fraktionen der CDU und der SPD mehrheitlich, dass nur noch 55 Prozent der geplanten Fläche als Logistikgebiet entwickelt werden sollten. 45 Prozent sollten für eine alternative Entwicklung vorgehalten werden. Die Kommunalwahl am 14. März 2021 besiegelte dann das Ende der Planungen, da die mehrheitlich gewählten drei Fraktionen Miteinander für Neu-Eichenberg, Bündnis 90/Die Grünen und Die Linke vor der Wahl ein Ende der Planung des Sondergebiets Logistik vorsprochen hatten. Im Juni 2021 leitete die Gemeindevertretung dann formal die Abwicklung der Planung des Sondergebiets Logistik ein. Im Zuge dessen wurde auch bekannt, dass die besetzte Ackerfläche vorerst nicht geräumt und die politische Entwicklung der Gemeinde abgewartet werde.

## Söhne und Töchter der Gemeinde
- Lothar Fischer (* 1955), Jurist und Richter